# Piotr Henryk Skarżyński
Piotr Henryk Skarżyński (ur. 26 września 1982 w Warszawie) – polski lekarz otorynolaryngolog, otorynolaryngolog dziecięcy, audiolog i foniatra, specjalista zdrowia publicznego. Zastępca Kierownika Zakładu Teleaudiologii i Badań Przesiewowych Instytutu Fizjologii i Patologii Słuchu w Kajetanach, dyrektor ds. nauki i rozwoju w Instytucie Narządów Zmysłów w Kajetanach (od 2009 roku) oraz współpracownik Warszawskiego Uniwersytetu Medycznego (od 2012 roku, obecnie w Zakładzie Niewydolności Serca i Rehabilitacji Kardiologicznej). Związany z Uniwersytetem im. Marii Curie-Skłodowskiej (od 2019 roku). Od kwietnia 2002 r. współtworzy sieć ośrodków medycznych Centrum Słuchu i Mowy MEDINCUS.

## Życiorys
Absolwent kierunku lekarskiego Warszawskiego Uniwersytetu Medycznego oraz Wydziału Zarządzania Uniwersytetu Warszawskiego. W 2012 roku otrzymał stopień doktora nauk medycznych, w 2015 doktora habilitowanego, a w 2019 tytuł profesora nauk medycznych i nauk o zdrowiu.
Wyrazem aktywności naukowej jest realizacja kilkudziesięciu krajowych i międzynarodowych projektów badawczych, aktywne uczestnictwo w ponad 2340 konferencjach i warsztatach (w tym w 204 jako instruktor, 187 uczestnik i moderator dyskusji okrągłych stołów, 127 na specjalne zaproszenie komitetu organizacyjnego) oraz autorstwo lub współautorstwo ponad 1227 publikacji, w tym w czasopismach z listy filadelfijskiej (sumaryczny Impact Factor – 453,406, Index Copernicus – 60312,54, punkty MEiN – 37490). Jego prace są cytowane w międzynarodowym i krajowym środowisku naukowym (2544 wg Scopus, 4510 wg Google Scholar, 3352 wg Web of Science, h-index 24 wg Scopus, 30 wg Google Scholar, 29 wg Web of Science). Pełnił funkcję Associate Editor czasopisma Journal of Hearing Science w latach 2011-2023. Obecnie jest Zastępcą Sekretarza Generalnego Nowej Audiofonologii, recenzentem 100 prestiżowych czasopism zagranicznych oraz krajowych.
Ponadto bierze czynny udział w pracach międzynarodowych i krajowych towarzystwach naukowych. 
Funkcje w towarzystwach zagranicznych: Współpracuje ze Światową Organizacją Zdrowia – jest członkiem współzałożycielem Światowego Forum Słuchu (World Hearing Forum) przy WHO oraz członkiem Roster of Experts on Digital Health of WHO. Ponadto pełni funkcje w zarządach i władzach i role doradcze jako Audytor w European Federation of Audiology Societies (EFAS; wybrany na kolejną kadencję od 2021), członek Consultant Committee of International Experts of CPAM-VBMS na specjalne zaproszeni, członek Komisji ds. kongresów i warsztatów w European Academy of Otology and Neurootology (EAONO), Representative Board Member (do 2019) oraz Vice-President i Institutional Representative (od 2019 r.) w International Society for Telemedicine and e-Health (ISfTeH), Vice-President grupy Hearring oraz członek Komitetu Sterującego Facial Nerve Stimulation. Członek honorowy Société Française d’Oto-Rhino-Laryngologie oraz ORL Danube Society. Jest także związany z American Academy of Otolaryngology–Head and Neck Surgery (AAO-HNS) jako członek komitetów: Hearing Committee (2018–2019), Implantable Hearing Devices Committee oraz Otology & Neurotology Education Committee (2021–2022), a także Goodwill Ambassador reprezentującego Polskę podczas kongresu AAO-HNSF 2021 Annual Meeting & OTO Experience i Przewodniczący-elekt Rady Doradczej – International Advisory Board (od 2022).
Pełni także liczne funkcje doradcze i eksperckie w instytucjach krajowych, także w świecie akademickim jako m.in. Sekretarz Zarządu Towarzystwa Otorynolaryngologów, Foniatrów i Audiologów Polskich (TOFAP), członek Rady Naukowej przy Instytucie Fizjologii i Patologii Słuchu, członek Rady Programowej Warszawskiego Uniwersytetu Medycznego dla kierunku „audiofonologia z protetyką słuchu”, Kandydat na eksperta NCBR w Programie Inteligentny Rozwój (od 2020), członek Rady Programowej Kongresu „Zdrowie Polaków“, członek Zespołu Ekspertów do opracowania i aktualizacji programu specjalizacji w dziedzinie otorynolaryngologii dziecięcej w Centrum Medycznym Kształcenia Podyplomowego, członek Polskiej Komisji Egzaminacyjnej przeprowadzającej Państwowy Egzamin Specjalizacyjny w dziedzinie otorynolaryngologii (Centrum Egzaminów Medycznych) oraz członek Rady Uczelni Akademii Pedagogiki Specjalnej im. Marii Grzegorzewskiej. Członek Rady Biznesu Wydziału Zarządzania Uniwersytetu Warszawskiego, ekspert medyczny ds. utraty słuchu związanej  z wiekiem oraz innymi przyczynami, w związku z realizacją projektu pn.: Mapy potrzeb zdrowotnych – Baza Analiz Systemowych i Wdrożeniowych, współfinansowanego ze środków Europejskiego Funduszu Społecznego w ramach Programu Operacyjnego Wiedza Edukacja Rozwój. Jest także członkiem Komitetu Nauk Klinicznych PAN (od 2022) oraz Komisji Telemedycyny KNK PAN, członkiem Rady Narodowego Centrum Nauki (od 2022). Ponadto jest opiniodawcą i recenzentem w krajowych i międzynarodowych projektach.
Pełnił także następujące funkcje: Vice-Przewodniczący (2010-2014) oraz Członek Zarządu (2012-2016) Junior European Rhinology Society, Delegat na Okręgowy Zjazd Lekarzy Okręgowej Izby Lekarskiej w Warszawie VIII kadencji (2018–2022), członek Rady Młodych Naukowców WUM, członek Rady II Wydziału Lekarskiego a następnie Wydziału Medycznego (2015–2022), członek Komisji ds. Obron Rozpraw Doktorskich II Wydziału Lekarskiego (2016–2019) oraz Regional Representative of Europe w International Society of Audiology (ISA; do 2022). Do 2018 r. był również Biegłym sądowym z zakresu: laryngologii w specjalizacji otorynolaryngologii. 
Ponadto podejmuje działania zmierzające do opracowania nowych technologii medycznych, urządzeń wszczepialnych, metod diagnostycznych oraz leczenia, a także do polepszenia stanu medycyny i świadomości społeczeństwa w kraju i za granicą. Koordynuje i zarządza krajowymi i międzynarodowymi projektami, związanymi z telemedycyną, e-zdrowiem, w tym telekonsultacjami, telerehabilitacją i zdanym ustawieniem systemów implantów słuchowych w krajach Europy, Azji i Afryki. Koordynuje także wieloaspektową procedurą zdalnego dopasowania systemów implantów słuchowych we współpracy z oddziałami krajowymi i za granicą w Odessie, Łucku, Kijowie (Ukraina), Biszkeku i Osz (Kirgistan), Szymkencie (Kazachstan) oraz Dakarze (Senegal). Jest również członkiem grupy badawczej Krajowej Sieci Teleaudiologii.

## Kariera naukowa i kliniczna
Kariera naukowa:
- 2007 – dyplom licencjata, absolwent Wydziału Zarządzania Uniwersytetu Warszawskiego, zarządzanie i marketing ze specjalnością prawo w zarządzaniu
- 2008 – lekarz medycyny, absolwent Wydziału Lekarskiego Warszawskiego Uniwersytetu Medycznego
- 2010 – dyplom magistra, absolwent Wydziału Zarządzania Uniwersytetu Warszawskiego, zarządzanie ze specjalnością: zarządzanie przedsiębiorstwem
- 2010 – ukończone Studium Obiektywnych Badań Słuchu w Instytucie Fizjologii i Patologii Słuchu w Kajetanach
- 2012 – doktor nauk medycznych
- 2015 – doktor habilitowany nauk medycznych[26]
- 2016 – specjalizacja z otorynolaryngologii
- 2017 – specjalizacja z otorynolaryngologii dziecięcej
- 2019 – specjalizacja z audiologii i foniatrii
- 2019 – profesor nauk medycznych i o zdrowiu[27]
- 2020 – specjalizacja ze zdrowia publicznego.

## Główne osiągnięcia naukowe, kliniczne i wdrożeniowe
Patenty:
- Współtwórca urządzenia medycznego – Urządzenie do badań audiometrycznych. Skarżyński PH, Bruski ŁF. Urządzenie do badań audiometrycznych. Urząd patentowy Rzeczypospolitej Polskiej. P.422576. Opubl. 19-04-2021[28].
- Współtwórca urządzenia medycznego – Stymulator Polimodalnej Percepcji Sensorycznej (Certyfikat WE TNP/MDD/0108/3362/2014). Kurkowski ZM, Skarżyński PH, Bruski ŁF. System stymulacji polimodalnej percepcji słuchowej. Urząd patentowy Rzeczypospolitej Polskiej. Opis patentowy.229918. Opubl. 28-09-2018[29].

Główne osiągnięcia naukowe, kliniczne i wdrożeniowe
- 2009 – współtwórca urządzenia medycznego – Platforma Badań Zmysłów[30]
- 2010 – współorganizacja pierwszej w świecie Krajowej Sieci Teleaudiologii[31]
- 2011 – współopracowanie programu powszechnych badań pod kątem wczesnego wykrywania wad słuchu i mowy u dzieci w wieku szkolnym.
- 2012 – pierwsze w Polsce wdrożenie systemów implantu słuchowego typu Bonebridge (19.12.2012) oraz pierwsze w Polsce wdrożenie tego typu implantu w wadzie wrodzonej (04.02.2014).
- 2013 – pierwsze w Europie Środkowo-Wschodniej wdrożenie systemów wszczepialnych Cochlear™ Baha® Attract (30.10.2013).
- 2013 – pierwsze w świecie opracowanie i wdrożenie skali oceny stopnia zachowania przedoperacyjnego słuchu w częściowej głuchocie z zastosowaniem implantu ślimakowego (2013) – wdrożenie zespołowe.
- 2014 – pierwsze w Polsce wdrożenie systemów implantu ucha środkowego Cochlear™ MET® (03.09.2014) – wdrożenie zespołowe.
- 2015 – pierwsze w Polsce wszczepienie systemów implantów ślimakowych SYNCHRONY (03.03.2015) – wdrożenie zespołowe.
- 2017 – pierwsze w świecie wdrożenie systemów Vibrant Soundbridge ze sprzęgaczem LP-Coupler (31.03.2017) – wdrożenie zespołowe.
- 2017 – pierwsze w Europie Środkowo-Wschodniej wszczepienie systemu implantu ślimakowego HiRes Ultra z nową prostą elektrodą HiFocus SlimJ (24.10.2017) – wdrożenie zespołowe.
- 2018 – pierwsze w świecie – równolegle z ośrodkami z Detroit (Stany Zjednoczone), Nijmegen (Holandia), Freiburgu (Niemcy) i Melbourne (Australia) – wszczepienie systemu implantu słuchowego typu Cochlear OSIA OSI100 (11.04.2018).
- 2018 – wdrożenie w Polsce najnowszej generacji implantów ślimakowych Hassle Free MRI w Światowym Centrum Słuchu – jednym z 7 ośrodków w świecie. Zastosowanie tej generacji implantów u pierwszych w świecie pacjentów z częściową głuchotą (19.12.2018).
- 2018 – wdrożenia systemów ADHEAR jako pierwszy w Europie Środkowo-Wschodniej.
- 2020 – pierwsza w Polsce operacja wszczepienia pionierskiego aktywnego implantu wykorzystującego kostne przewodnictwo dźwięku – BONEBRIDGE BCI 602 (27.02.2020). Wykonanie największej liczby operacji z zastosowaniem tego rozwiązania na świecie.

Z tytułu wynalazczości i innych osiągnięć naukowych, dydaktycznych, organizacyjnych i społecznych otrzymał kilkadziesiąt nagród, złotych i srebrnych medali oraz wyróżnień.

## Działalność dydaktyczna
- Opiekun Międzyośrodkowego Koła Naukowego przy Światowym Centrum Słuchu Instytutu Fizjologii i Patologii Słuchu oraz przy Zakładzie Niewydolności Serca i Rehabilitacji Kardiologicznej Warszawskiego Uniwersytetu Medycznego (wcześniej przy Zakładzie Diagnostyki i Rehabilitacji Okulistycznej i Narządów Zmysłu II Wydziału Lekarskiego oraz Klinice Otolaryngologii i Rehabilitacji Oddziału Fizjoterapii II Wydziału Lekarskiego WUM).
- Opiekun Koła Otolaryngologicznego przy Uniwersytecie Kardynała Stefana Wyszyńskiego (od 2022).
- Wykłady dla kadry zarządzającej w ramach Executive MBA, Szkoła Główna Handlowa i Warszawski Uniwersytet Medyczny (MBA SGH-WUM) – „Zarządzanie podmiotami leczniczymi”[32].
- Wykłady i zajęcia praktyczne dla studentów III roku studiów stacjonarnych Warszawskiego Uniwersytetu Medycznego z przedmiotów: Kliniczne podstawy fizjoterapii w laryngologii, Fizjoterapia kliniczna w laryngologii, Diagnostyka funkcjonalna i planowanie fizjoterapii w laryngologii.
- Wykład dla studentów I roku audiofonologii Wydziału Nauk o Zdrowiu pt. „Nowoczesna audiologia – rola różnych specjalistów”, w ramach przedmiotu „Podstawy patologii słuchu, mowy i równowagi”, 2019.
- Wykłady dla studentów kierunku „Logopedia z audiologią” Uniwersytetu Marii Curie-Skłodowskiej w Lublinie z zakresu chirurgicznych metod leczenia niedosłuchów, urządzeń wspomagających słyszenie, audiologicznych i otorynolaryngologicznych aspektów zaburzeń słuchu i mowy (od 10.2019).
- Koordynator przedmiotów na kierunku Audiofonologia z protetyką słuchu, realizowanych w Zakładzie Niewydolności Serca i Rehabilitacji Kardiologicznej WUM (od 10.2020), w tym opieka nad praktykami studenckimi.
- Promotor rozpraw doktorskich[33][34][35][36][37][38][39][40].
- Promotor pomocniczy rozpraw doktorskich[33].
- Promotor prac licencjackich i magisterskich.
- Recenzent w postępowaniach o nadanie tytułu naukowego profesora.
- Członek komisji habilitacyjnych.
- Recenzent rozpraw doktorskich[41].
- Recenzent prac licencjackich i magisterskich.
- Opiekun specjalizacji z otorynolaryngologii.
- Wykładowca, demonstrator operacji pokazowych lub instruktor podczas licznych kursów i warsztatów krajowych, międzynarodowych i zagranicznych.

## Wybrane nagrody i wyróżnienia

### Indywidualne
2023
- Srebrny Medal „Zasłużony dla Nauki Polskiej Sapientia et Veritas”, 2023[42].
- Szmaragd Welconomy, nagroda XXX Forum Ekonomicznego Welconomy 2023 w Toruniu, 2023[43].
- 15. pozycja na „Liście Stu – najbardziej wpływowych osób w polskiej medycynie i systemie ochrony zdrowia”, 2023[44].
- Wysokie miejsce w rankingu World Scientists and University Productivity 2023 (pierwsze 17% naukowców z całego świata)[45].
- Wyróżnienie w kategorii „Najlepsza inicjatywa zorientowana na pacjenta” w konkursie European Private Hospital Awards (dla CSIM), 2023[46].

2022
- Wyróżnienie Wydziału Zarządzania UW w kategorii menedżer z okazji 50-lecia WZ, 19.11.2022[47].
- 33. pozycja na „Liście Stu – najbardziej wpływowych osób w polskiej medycynie i systemie ochrony zdrowia”, 2022[48].
- Wyróżnienie za najczęściej cytowaną pracę za rok 2018, opublikowaną w czasopiśmie European Archives of Oto-Rhino-Laryngology, 2022.
- Medal Honorowy z okazji 10-lecia „Alumni club and Friends”, Uniwersytet Medyczny w Warnie im. Prof. Dr. Paraskeva Stoyanova za długoletnią współpracę, 13.04.2022.

#### 2021
- Wyróżnienie, przyznane przez władze Irackiego Towarzystwa Otorynolaryngologów – Chirurgów Głowy i Szyi (Iraqi Society of Otorhinolaryngologists head and neck surgeons) za wkład w edukację i wsparcie irackich specjalistów, 06.2021.

- Nagroda CI2021 Best Abstract Award, przyznana przez Radę Naukową światowego kongresu CI2021 – Cochlear Implants in Adults in Children. Cochlear Implantation: it takes a village za pracę „Cognitive Improvement after Cochlear Implantation in Older Adults with Severe or Profound Hearing Impairement: a Prospective, Longitudinal, Controlled, Multicentrer Study”, 04.2021[49].
- Wyróżnienie przyznane przez bibliotekę naukową Wiley Online Library za jedną z cytowanych prac naukowych w latach 2019–2020 (praca: Audiological and clinical outcomes of a transcutaneous bone conduction hearing implant: Six-month results from a multicentre study[50]), 2021.
- 16. pozycja na „Liście Stu – najbardziej wpływowych osób w polskiej medycynie i systemie ochrony zdrowia”, 2021[51]
- Medal okolicznościowy z okazji 100-lecia Polskiego Komitetu Olimpijskiego za zaangażowanie w promocję zdrowego stylu życia, olimpijską postawę i szerzenie olimpijskich wartości, 2021.

#### 2020
- Nagroda Dydaktyczna Indywidualna II Kategorii od Rektora Warszawskiego Uniwersytetu Medycznego za wyróżniające się osiągnięcia członków Międzyośrodkowego Studenckiego Koła Naukowego w 2019 roku[52]
- Wyróżnienie przyznane przez bibliotekę naukową Wiley Online Library za jedną z najczęściej czytanych i pobieranych prac naukowych w latach 2018–2019 (praca: Audiological and clinical outcomes of a transcutaneous bone conduction hearing implant: Six-month results from a multicentre study)[53][54]
- 62. pozycja na „Liście Stu – najbardziej wpływowych osób w polskiej medycynie i systemie ochrony zdrowia”[55]

#### 2019
- Nagroda naukowa Jego Magnificencji Rektora Warszawskiego Uniwersytetu Medycznego za pracę opisującą znaczącą poprawę w odczuwaniu szumów usznych po operacji stapedotomii
- Nagroda Specjalna Jego Magnificencji Rektora Warszawskiego Uniwersytetu Medycznego za pracę w zespole w ramach Rady Młodych Naukowców
- Nagroda za wyróżniającą się działalność w ramach Hearing Committee przyznana przez American Academy of Otolaryngology – Head and Neck Surgery
- Nagroda „Lider Społecznej Odpowiedzialności” podczas XXIX Forum Ekonomicznego w Krynicy
- Pierwsze miejsce w konkursie Supertalenty w Medycynie[56]
- 35. pozycja w Rankingu Liderów Naukowych WUM[57], w tym 3 miejsce w klasyfikacji reprezentantów II Wydziału Lekarskiego z Oddziałem Nauczania w Języku Angielskim i Oddziałem Fizjoterapii
- Nagroda II kategorii podczas 15th Warsaw International Medical Congress 2019
- Nagroda III kategorii podczas 15th Warsaw International Medical Congress 2019
- 34. pozycja na „Liście Stu – najbardziej wpływowych osób w polskiej medycynie i systemie ochrony zdrowia”[58]
- Wyróżnienie „Najbardziej Wiarygodny w Medycynie”, przyznane przez Agencję ISBnews
- Wyróżnienie Menedżer Roku 2018 w Ochronie Zdrowia – placówki prywatne[59] przyznany przez Kapitułę konkursu Sukces Roku 2018 w Ochronie Zdrowia – Liderzy Medycyny

#### 2018
- Wyróżnienie w kategorii Badania + Rozwój podczas XVI edycji Nagrody Gospodarczej Prezydenta Rzeczypospolitej Polskiej.
- Przedsiębiorca Roku Uniwersytetu Warszawskiego w kategorii Master of Business[60].
- Nagroda Superlider w kategorii „zdrowie” w konkursie organizowanym przez redakcję „Echo Dnia”.
- Nagroda indywidualna za Stymulator Polimodalnej Percepcji Sensorycznej podczas targów Japan Design, Idea &Invention Expo w Tokio.
- Nagroda Za Zasługi Naukowe (oryg. Prêmio Mérito Cientificio SMCC 2018) za pracę naukową pt. „Methylphenidate effects on P300 responses from children and adolescents” (współautorzy Osmar Henrique Della Torre, Milaine Dominici Sanfis, Stavros Hatzopoulos, Caroline Donadon, Piotr H. Skarzynski i Maria Francisca Colella-Santos), realizowaną wspólnie z zespołem naukowym z Brazylii. Została ona wybrana najlepszą pracą na Wydziale Psychiatrii.
- Statuetka „Teraz Polska” w kategorii usługa, w zakresie diagnostyki, leczenia i rehabilitacji słuchu, mowy i zaburzeń równowagi przy wykorzystaniu nowoczesnych rozwiązań telemedycznych.
- Nagroda I kategorii podczas 14th Warsaw International Medical Congress 2018.
- Nagroda I kategorii podczas 14th Warsaw International Medical Congress 2018.
- Nagroda III kategorii podczas 14th Warsaw International Medical Congress 2018.
- Odznaczenie Dowódcy Szpitala Wojskowego Combined Military Hospital w Dhace.

#### 2017
- Nagroda VIP w Ochronie Zdrowia, GALA VIP 2017[61]
- Nagroda „Lider Regionu” przyznana przez redakcję „Echa Dnia”
- Nagroda „Polski Przedsiębiorca 2016 Gazety Polskiej Codziennie” w kategorii Innowator
- Nagroda I kategorii podczas 13th Warsaw International Medical Congress 2017
- Nagroda II kategorii podczas 13th Warsaw International Medical Congress 2017

#### 2016
- Medal jubileuszowy dla Piotra H. Skarżyńskiego, przyznany przez dyrektora prof. dr hab. n. med. Uzakbaev K.A. z okazji 55 rocznicy istnienia Narodowego Centrum Zdrowia Matki i Dziecka w Kirgistanie

#### 2015
- Tytuł Top Menadżer 2015 Bloomberg Businessweek Polska[62]

#### 2014
- Nagroda Grand Prix Galien, Monte Carlo 2014; złoty medal za przełomowe osiągnięcie w medycynie (Krajowa Sieć Teleaudiologii)
- Nagroda Złoty Otis z Diamentem 2015, „Program wczesnego wykrywania wad słuchu w celu wyrównania szans edukacyjnych dzieci na trzech kontynentach” (Międzynarodowe Konsorcjum Badań Przesiewowych Słuchu)
- Nagroda III kategorii Amerykańskiego Towarzystwa Neurootologii (American Neurotology Society)
- Nagroda III kategorii podczas 10th Warsaw International Medical Congress 2014.

#### 2013
- Nagroda I kategorii w sesji laryngologicznej podczas 9th Warsaw International Medical Congress 2013.
- Nagroda II kategorii w sesji laryngologicznej podczas 9th Warsaw International Medical Congress 2013.
- Nagroda II kategorii w sesji laryngologicznej podczas 9th Warsaw International Medical Congress 2013.

#### 2011
- Nagroda specjalna w sesji laryngologicznej podczas 7th Warsaw International Medical Congress 2011.
- Nagroda II kategorii w sesji pediatrycznej podczas 6th International Scientific Conference of Medical Students and Young Doctors, Katowice.
- Nagroda II kategorii w sesji pediatrycznej podczas 6th International Scientific Conference of Medical Students and Young Doctors, Katowice.
- Nagroda II kategorii w sesji laryngologicznej podczas 15th International Medical Congress of Students and Young Scientists, Tarnopol, Ukraina.
- Nagroda II kategorii w sesji laryngologicznej podczas 15th International Medical Congress of Students and Young Scientists, Tarnopol, Ukraina.
- Nagroda II kategorii w sesji laryngologicznej podczas 15th International Medical Congress of Students and Young Scientists, Tarnopol, Ukraina.
- Nagroda II kategorii STN Pomorskiego Uniwersytetu Medycznego w sesji ZDROWIE PUBLICZNE podczas XLII Ogólnopolskiej Sesji Naukowej Studenckiego Towarzystwa Naukowego Pomorskiego Uniwersytetu Medycznego w Szczecinie.

#### 2010
- Nagroda I kategorii w sesji ZDROWIE PUBLICZNE podczas XLIX Sympozjum Studenckich Kół Naukowych Uczelni Medycznych, Lublin.
- Nagroda II kategorii w sesji ORAL SURGERY podczas 6th Warsaw International Medical Congress 2010.
- Nagroda I kategorii podczas 14th International Medical Congress of Students and Young Scientists, Tarnopol, Ukraina.
- Grand Prix Kongresu podczas 14th International Medical Congress of Students and Young Scientists, Tarnopol, Ukraina
- Nagroda Specjalna Zarządu STN Pomorskiej Akademii Medycznej podczas XLI Ogólnopolskiej Sesji Naukowej Studenckiego Towarzystwa Naukowego Pomorskiej Akademii Medycznej, Szczecin.
- Nagroda III kategorii im. Prof. Miodońskiego w konkursie młodych otolaryngologów podczas XLIV Zjazdu Polskiego Towarzystwa Otolaryngologów, Chirurgów Głowy i Szyi oraz IV Zjazdu Polskiego Towarzystwa Chirurgów Podstawy Czaszki, Warszawa.

#### 2009
- Nagrody I kategorii podczas konferencji studenckich w Białymstoku, Krakowie, Warszawie (2007–2009)

#### 2007
- Nagroda I podczas International Students’ Conference, Berlin.
- Nagroda III podczas International Students’ Conference, Berlin.

### Zespołowe
2021
- Złoty Skalpel 2021 za projekt „Funkcjonalna rekonstrukcja słuchu przy zastosowaniu implantu słuchowego Bonebridge 602 i szkła bioaktywnego”, 2021[63].

#### Nagrody zaStymulator Polimodalnej Percepcji Sensorycznej

##### 2019
- 7. miejsce w konkursie Złoty Skalpel w kategorii Innowacyjne projekty, 2019.

##### 2018
- Złoty medal w kategorii wynalazków podczas targów Japan Design, Idea & Invention Expo, Tokio, Japonia, 2018.
- Nagroda w konkursie „Teraz Polska” dla Przedsięwzięć Innowacyjnych, 2018[64].

##### 2015
- Złoty Medal na wystawie Innova Cities Latino America 2015, Foz do Iguacu (Parana), Brazylia, 2015.
- Laur Innowacyjności 2015, Ogólnopolski Konkurs im. Stanisława Staszica za najlepsze produkty innowacyjne, Warszawa, 2015.

##### 2014
- Polski Produkt Przyszłości 2014, kategoria: produkt przyszłości przedsiębiorcy, Warszawa, 2014.

#### Nagrody zaPlatformę Badań Zmysłówi Kapsułę Badań Zmysłów

##### 2018
- Złoty medal w kategorii wynalazków za Kapsułę Badań Zmysłów podczas targów Japan Design, Idea & Invention Expo, Tokio, 2018
- Best International Design Award za Kapsułę Badań Zmysłów podczas targów Japan Design, Idea & Invention Expo, Tokio, 2018.

##### 2012
- Złoty Lider w kategorii Innowacyjne Pomysły w Ochronie Zdrowia za PBZ, przyznany w 6. edycji Konkursu Liderów Ogólnopolskiego Systemu Ochrony Zdrowia, 2012.

##### 2011
- Złoty medal, Casablanca, Maroko, Międzynarodowe Targi Innowacji, Badań Naukowych i Nowych Technologii „MEDINNOVA 2011”, 2011.
- Nagroda Ministra Nauki i Szkolnictwa Wyższego, Warszawa 2011; XVIII Giełda Wynalazków Nagrodzonych w 2010 roku na Międzynarodowych Targach Wynalazczości, 2011.

##### 2010
- Nagroda specjalna przyznana przez Tajwańskie Stowarzyszenie Wynalazców „Taiwan Invention Association” podczas Międzynarodowych Targów Wynalazków w Seulu.
- Złoty medal, Seul 2010, Międzynarodowe Targi Wynalazków w Seulu, 02–05.12.2010.
- Złoty medal podczas Międzynarodowego Salonu „Pomysły – Innowacje – Nowe Produkty – IENA”, Norymberga, 2010.
- Złoty medal podczas IV Międzynarodowej Wystawy Wynalazków IWIS, Warszawa, 2010.
- Nagroda specjalna jury 6. edycji Międzynarodowych Targów Wynalazków i Technologii INST, Tajpej, 2010.
- Srebrny medal podczas 6. edycja Międzynarodowych Targów Wynalazków i Technologii INST, Tajpej, 2010.
- Złoty medalpodczas6. Międzynarodowego Salonu Wynalazczości i Nowych Technologii „Nowe Czasy”, 2010.
- Nagroda specjalna przyznana przez Stowarzyszenie „Rosyjski Dom na rzecz międzynarodowej współpracy naukowej i technologicznej” podczas 21. Międzynarodowej Wystawy Wynalazków ITEX 2010.
- Nagroda specjalna przyznana przez Koreańskie Stowarzyszenie Promocji Wynalazków podczas 21. Międzynarodowej Wystawy Wynalazków ITEX 2010, Kuala Lumpur.
- Złoty medal podczas 21. Międzynarodowej Wystawy Wynalazków ITEX 2010, Kuala Lumpur.
- Srebrny medal podczas 100. Międzynarodowych Targów Wynalazczości CONCOURS LEPINE, 2010.
- Nagroda specjalna przyznana przez ISFAHAN UNIVERSITY OF TECHNOLOGY ROBOTIC CENTER podczas 38. Międzynarodowej Wystawy Wynalazków „INVENTIONS GENEVA”, Genewa, 2010.
- Złoty medal podczas 38. Międzynarodowej Wystawy Wynalazków „INVENTIONS GENEVA”, 2010.
- Lider Innowacji 2010 podczas IX edycji konkursu „Lider Innowacji” podczas V Ogólnopolskich Targów Innowacji Gospodarczych i Naukowych INTARG – KATOWICE 2010.
- Nagroda Ministra Nauki i Szkolnictwa Wyższego podczas XVII Giełdy Polskich Wynalazków, 2010.

##### 2009
- Złoty medal z wyróżnieniem podczas 58. Światowych Targów Wynalazczości, Badań Naukowych i Nowych Technik „BRUSSELS INNOVA 2009”.'